# NoScript
NoScript — расширение Firefox, блокирующее исполнение JavaScript, апплетов Java, Flash и других потенциально опасных компонентов HTML-страниц
до тех пор, пока пользователь не разрешит их исполнение на данном узле или глобально. Также NoScript позволяет пользователям вести белые списки сайтов, которым разрешено использовать данную возможность. Управление плагинами возможно независимо от сценариев.
Ещё одной возможностью NoScript является защита пользователя от XSS атак, с возможностью формирования отдельных списков серверов для которых необходима схожая с XSS атакой функциональность.

## Белый список по умолчанию
В версиях 2008—2009 годов белый список (то есть список сайтов, содержимое которых не блокируется) по умолчанию содержит, кроме внутренних адресов, нужных для работы браузера, некоторые сайты автора расширения и некоторые сайты Google (среди которых — googlesyndication.com, необходимый для показа рекламы от Google, используемой на сайтах автора), Microsoft и Yahoo!, AJAX‐сервисы которых могут быть единственным знакомым некоторым пользователям способом использования электронной почты. Список может быть отредактирован средствами самого расширения, что объяснено на его официальном сайте.

## Конфликт разработчиков NoScript и Adblock Plus
Первого мая 2009 года (с выходом версии NoScript 1.9.2.4) Владимир Палант (Wladimir Palant), разработчик Adblock Plus, самого популярного расширения Firefox, сообщил о том, что NoScript модифицирует настройки его продукта, добавляя в белый список Adblock Plus (ABP) несколько рекламных сайтов, являющихся спонсорами авторов NoScript.
По словам же разработчика NoScript, Джорджио Маоне (Georgio Maone), причиной, толкнувшей его на модификацию чужого продукта, была «слишком агрессивная» блокировка вышеописанной рекламы. Сайты были внесены в одну из автообновляемых баз признаков рекламы для ABP её новым администратором, на действия которого и пенял Джорджио. Однако, эта блокировка была внесена в базы по просьбе Владимира Паланта, в связи с тем, что автор NoScript ранее использовал ошибку в ABP для обхода блокировки рекламы (что, впрочем, не мешало пользователю заблокировать эту рекламу вручную средствами ABP или всю рекламу AdSense средствами самого NoScript).
Данный инцидент вызвал крайне негативную реакцию пользователей — за три дня дополнение NoScript получило почти три сотни обзоров с минимальными оценками, аргументированными нарушением работы Adblock Plus. Версия NoScript 1.9.2.6 убирала добавленные версией 1.9.2.4 настройки для ABP, однако в комментарии к версии автор напомнил, что о данных функциях написано на странице установки дополнения и странице-FAQ.
Сам же автор Adblock Plus отозвался о NoScript как о вредоносной программе, указав на то, что в предыдущей версии — 1.9.2 — NoScript присутствовал файл с кодом, мешающим работе Adblock Plus вообще. Читаемость некоторых строк в коде была ухудшена, путём записи некоторых строк шестнадцатеричными кодами символов. Это было многократно названо обфускацией, но читаемость строк легко восстанавливается, и автор NoScript, принося извинения, пишет, что на его взгляд, это трудно назвать обфускацией в привычном смысле этого слова.
За некоторое время до этого инцидента тот же Владимир Палант, разработчик Adblock Plus, писал про «дилемму монетизации» и поступающие к нему предложения заплатить за скрытую модификацию своего продукта либо настроек браузера для показа рекламы.